# 10991 Dulov
10991 Dulov è un asteroide della fascia principale. Scoperto nel 1974, presenta un'orbita caratterizzata da un semiasse maggiore pari a 2,3535328 UA e da un'eccentricità di 0,2281440, inclinata di 2,73420° rispetto all'eclittica.